# Bergerac Périgord Football Club
Bergerac Périgord FC är en fransk fotbollsklubb, grundad 1916 under namnet EF Bergerac. Klubben leds av Christophe Fauvel och har spelat i National 2 sedan hans uppflyttning till CFA 2 i maj 2015. Han är en av de två Dordogne-klubbarna som spelar på nationell nivå med Trélissac FC, som ligger nära Périgueux.